# Geert Sciot
Geert Sciot (Diest, 1971) is een Belgisch woordvoerder en voormalig journalist.
Sciot studeerde communicatiewetenschap aan de Vrije Universiteit Brussel en journalistiek aan het Instituut voor Journalisten. In 1993 ging hij werken op de economische redactie van de De Morgen en verdiepte zich in vervoer en toerisme en freelance bij Radio 1.
In 2002 werd hij communicatiedirecteur bij Brussels Airlines en werd er een van de woordvoerders. Hij werkte mee aan de boeken De Crash van Sabena en Air Nostalgie (2003, Uitgeverij Van Halewyck). Eind 2007 raakte bekend dat hij gedurende vier jaar jurylid was van het Fonds Pascal Decroos. In juni 2012 werd hij deeltijds  General Manager Communication bij de Association of European Airlines, wat hij combineert met VP Media Relations bij Brussels Airlines. Sinds november 2013 is hij ook ereconsul van de Republiek Malta.
In januari 2018 wordt hij communicatiemanager en woordvoerder van de Nationale Bank van België. Hij is bestuurder bij ROB-tv.